# Filme gótico romântico
O filme gótico romântico também chamado de filme de romance gótico é um filme gótico com apelo e foco no feminino. Diane Waldman escreveu no Cinema Journal que o cinema gótico em geral "permite a articulação do feminino, o medo, a raiva e a desconfiança da ordem patriarcal" e que tais filmes durante a II Guerra Mundial e, posteriormente, deu enfâse ao "lugar incomum na afirmação da percepção feminina, interpretação e experiência vivida". Entre 1940 e 1948, o filme de romance gótico foi predominante em Hollywood, sendo produzido por conhecidos diretores e atores. Os melhores e mais conhecidos filmes da época foram Rebecca (1940), a Suspeita (1941), e À Meia Luz (1944). Filmes menos conhecidos foram Correntes Ocultas (1946) e Sonha, Meu Amor (1948). Waldman descreve o tropo destes filmes góticos como: "Uma jovem mulher inexperiente conhece um belo homem mais velho por quem ela é, alternadamente, atraída e repelida." Outros filmes da década incluem Seu Milagre de Amor (1945) e Tarde Demais (1949).
Os filmes góticos românticos da década de 1940, muitas vezes, continham a "motivação Barba Azul", no sentido de que na casa há uma certa parte que é proibida para ser usada, ou até mesmo fechada totalmente. Nos filmes, o quarto proibido é uma metáfora para a experiência reprimida da heroína, e abrir a sala é uma catarse em um momento do filme. Além disso, o design das casas nestes filmes cria a "desorientação espacial [que] gera medo e uma estranha inquietação".
Em 2015, o diretor Guillermo del Toro lançou o filme de romance gótico, Crimson Peak. Ele disse que esses filmes tinham sido "brilhantemente escrito por mulheres e, em seguida, apresentado em filmes de diretores do sexo masculino que reduz a potência das personagens femininas". Para Crimson Peak, ele buscava reverter este tropo.